# Locmaria (Quimper)
Pour les articles homonymes, voir Locmaria (homonymie).
 (juin 2012).
Si vous disposez d'ouvrages ou d'articles de référence ou si vous connaissez des sites web de qualité traitant du thème abordé ici, merci de compléter l'article en donnant les références utiles à sa vérifiabilité et en les liant à la section « Notes et références ».

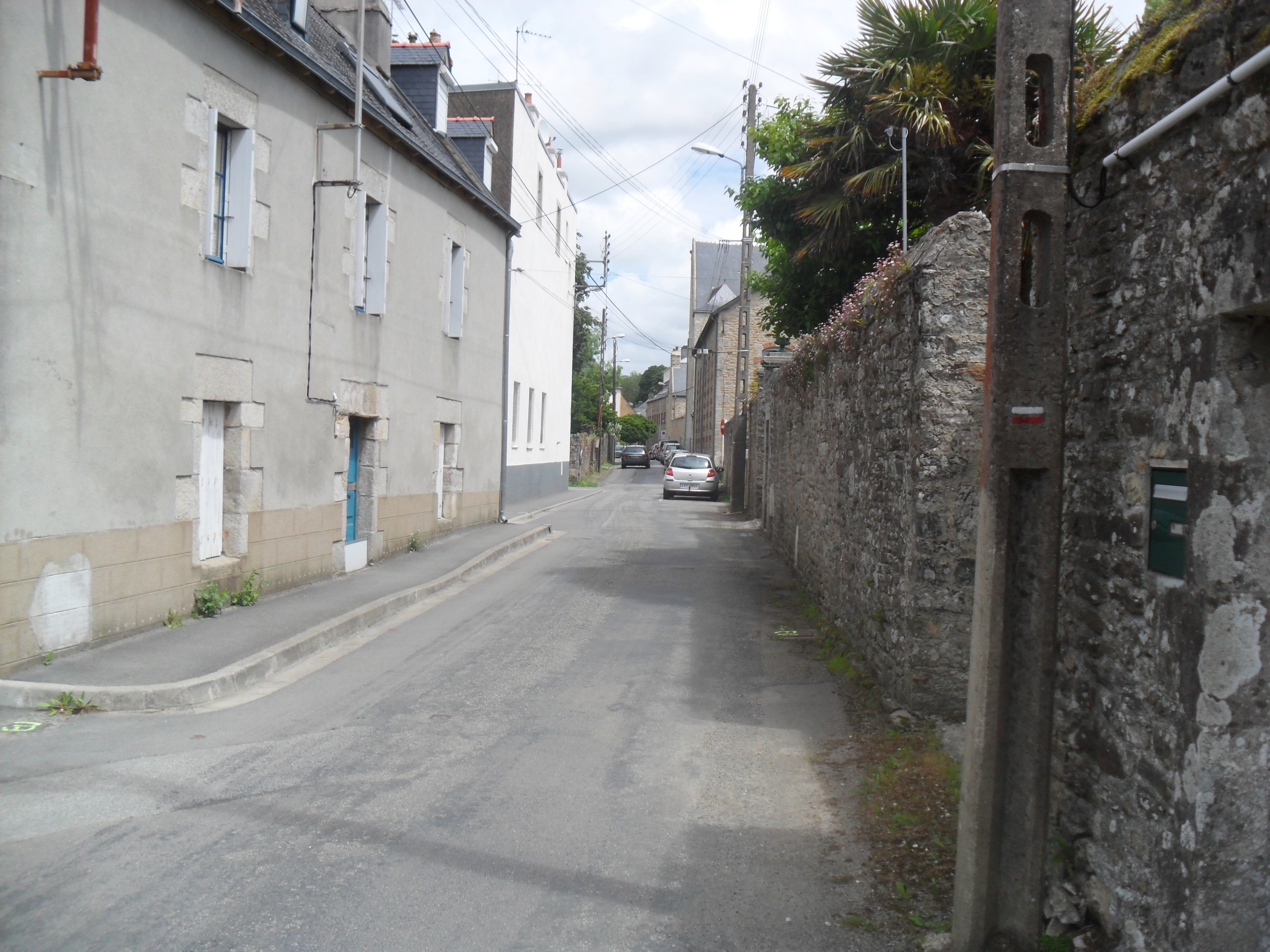
Une rue à Locmaria.

Le quartier de Locmaria est un quartier emblématique de Quimper. Lieu d'émergence de la ville primitive, lieu d'implantation de la plus ancienne abbaye quimpéroise, Locmaria est aujourd'hui connu comme le quartier des faïenciers où est fabriquée la faïence de Quimper. Il est situé en bordure de l'Odet en aval du centre-ville, au fond de la ria ou aber du fleuve, et s'est constitué dès l'Antiquité autour d'un port. Son nom en breton (breton moderne Lokmaria donné à une station de bus) signifie « Le lieu de Marie » au sens de lieu consacré à Marie.

## Locmaria, aux origines de Quimper
Les premières traces d'une cité portuaire remontent au Ier siècle apr. J.-C. L'actuel site de Locmaria était alors occupé par une petite ville d'une quinzaine d'hectares incluse dans la cité des Osismes, dont on ignore le nom, bien que celui d'Aquilonia figure dans une charte du début du XIe siècle. Ce nom, quel que soit l'endroit qu'il désigne, est parfois interprété comme signifiant « la cité qui est au Nord », mais sans qu'on puisse savoir au Nord de quoi.
Jusqu'au IIIe siècle, ce fut une bourgade (en latin vicus) commerçante et artisanale, avec également de nombreuses activités liées au port, où étaient déchargés du vin et des poteries.
Cette petite ville disposait à l'époque gallo-romaine de tous les monuments et services urbains apportés par les Romains : un forum et des thermes, ainsi que de trois temples, tous situés en hauteur sur le flanc sud-ouest du mont Frugy en liaison avec une voie romaine Ouest-Est menant à Vannes et parallèle à la crête et suivant plus ou moins l'axe actuel rue du Frugy-avenue Yves-Thépot. On a trouvé également la trace de deux nécropoles en bordure de l'espace bâti et une autre à Lanniron, à deux kilomètres. Un autre site gallo-romain significatif existait au lieu-dit Roz Avel à 500 mètres au nord-ouest, de l'autre côté du fleuve, sur la route antique de Douarnenez.
N'étant pas chef-lieu de cité, cette bourgade l'était peut-être d'un pagus, subdivision locale avec des magistrats de rang inférieur.
Après cette période, la petite ville romaine semble avoir été abandonnée, peut-être à cause d'une fluctuation du niveau des marées hautes liées à une régression marine qui aurait causé une baisse de ses avantages en tant que port. Avant le XIe siècle, à une époque qui n'est pas précisément connue, le cœur urbain se déplace vers le centre-ville actuel de Quimper, à environ 500 mètres en amont et sur l'autre rive de l'Odet. Le site reste occupé, puisqu'un cimetière de l'époque carolingienne a été retrouvé sur la place Bérardier au nord de l'église.

## Un faubourg actif autour de son couvent
Sous l'Ancien Régime, la paroisse de Locmaria, assez modeste en superficie, avait pour particularité d'avoir comme seigneur la prieure du couvent de femmes et la seigneurie était appelée « Le Grand Locmaria » pour la distinguer d'un autre Locmaria en Plumelec appartenant à la même abbaye de Saint-Sulpice-la-Forêt (Ille-et-Vilaine).
Comme ailleurs, les habitants devaient cuire leur pain dans le four banal du prieuré après avoir moulu leurs farines au moulin à marée banal, s'étant acquittés d'un droit.
La prieure obtint même, en 1174, du roi Henri II Plantagenêt, bailli du duché de Bretagne, le droit de haute et basse justice avec deux fourches patibulaires plantées devant l'église. Elle régentait aussi la paroisse, dont elle avait le pouvoir de nommer le recteur.
Les terres du prieuré, outre celles de Quimper, qui incluaient le manoir de Rosmaria, se trouvaient dans une quinzaine de paroisses du sud-ouest de la Cornouaille, dont le petit prieuré du Quilliou en Plonévez-du-Faou. Les chapelles de Penhors en Pouldreuzic et de Perguet en Bénodet relevaient aussi de Locmaria.
Une partie de la paroisse, prison et moulin compris, se trouve de l'autre côté de l'estuaire et la nécessité d'un pont se fait sentir pour éviter le passage à gué ou le passage en barque. Le premier ouvrage n'est cependant attesté qu'en 1360. En 1636, Dubuisson-Aubenay, un voyageur, décrit deux moitiés de pont pivotantes qu'il appelle « le pont tremblant ». Le pont ne devait pas empêcher la navigation des bateaux à voile accostant dans la ville de Quimper elle-même.
La guerre de succession de Bretagne et la guerre de Cent Ans sont meurtrières pour la ville de Quimper, qui est régulièrement assiégée. Le prieuré, qui est en dehors des fortifications, sert souvent de lieu de cantonnement des troupes, comme en 1594 lorsque le maréchal d'Aumont assiège et prend la ville pour le compte d'Henri IV. À cette occasion, le pont de Locmaria est détruit. On peut assumer qu'il est alors reconstruit, puisqu'il est à nouveau démoli par une forte crue en 1740. Aucune reconstruction n'est faite avant 1954, la passerelle pivotante devant toujours laisser passer les bateaux de charge du port de Quimper.
L'économie du bourg de Locmaria reposait sur la pêche, la construction de bateaux, la poterie, ainsi que sur le commerce avec les environs, en particulier grâce aux deux foires annuelles due 16 août et du troisième mardi de mai. Le prieuré prélève une taxe sur le passage de toutes les embarcations.
Son emplacement sur la route longeant l'Odet jusqu'aux rivages du pays de Fouesnant, alors qu'aucun pont n'existe sur 20 km, en fait un lieu de passage animé.
Au début du XVIIIe siècle la prieure fait venir, par l'entremise d'un couvent bénédictin, un faïencier provençal nommé Pierre Bousquet qui devient le fondateur de la première fabrique, devenue ensuite La Hubaudière-Bousquet (HB). Le développement des faïenceries donne à Locmaria un caractère de faubourg industriel de Quimper pour les deux siècles suivants.
En 1759 la paroisse de Locmaria [le nom est écrit Lomaria] devait chaque année fournir 9 hommes pour servir de garde-côtes.
La paroisse de Locmaria, qui comprenait alors 130 feux, élit deux délégués, Eloury et Jean-Baptiste Cariou, pour la représenter à l'assemblée du tiers-état de la sénéchaussée de Quimper au printemps 1789.
L'ancienne paroisse de Locmaria fut divisée en mars 1790 entre les communes de Quimper (partie entre la route de Bénodet et l'Odet et quartier de l'autre côté du pont) et d'Ergué-Armel, jusqu'en 1960, date à laquelle la commune d'Ergué-Armel a été rattachée à Quimper.

## Un ou deux monastères celtiques disparus?
Deux toponymes anciens de Locmaria, Maen Tudi et la fontaine de Pabu renvoient à saint Tudy, patron de Loctudy et Port-Tudy qui est généralement accepté comme l'autre nom de saint Tugdual de Tréguier et appelé aussi Pabu, l'un des évêques dits fondateurs de la Bretagne et aurait vécu au VIe siècle.
Le rituel de l'intronisation des évêques de Cornouaille imposait à ceux-ci de passer la nuit dans la chapelle (disparue) du Pénity et de s'asseoir sur la « Pierre de Tudy » (Maen Tudi), l'une et l'autre situées sur les Allées de Locmaria, près du monument à la Résistance.
Un aveu de dénombrement du 12 septembre 1689 énonce que : « à l'Oriant de la rivière qui dévale de Quimper à Bénaudet, et Occidant de lad(icte) rue Froide, il y a une ruyne et vestige d'un vieux monastère et d'une chapelle dédiée à Saint Colomban ».
Ces éléments ténus font naître l'hypothèse qu'un monastère dédié à saint Tudy, peut-être de tradition celtique, aurait précédé l'abbaye Sainte-Marie et/ou une communauté de chanoines réguliers attachés au siège épiscopal qui a pu être créé à Locmaria.
La règle de saint Colomban, un Irlandais mort en 615, d'une grande rigueur, aurait donc pu être celle du monastère primitif ou être appliquée à l'occasion d'une réforme.
Néanmoins les fouilles n'ont jusqu'à présent révélé aucune trace d'une occupation significative entre le IIIe siècle et l'époque carolingienne.

## L'abbaye Notre-Dame, puis le prieuré Notre-Dame de Locmaria
Locmaria est l'un des rares monastères pour lesquels une pancarte originale a été retrouvée (Archives départementales d'Ille-et-Vilaine). Elle semble datée du milieu du XIe siècle et répondre à des tentatives de mettre en doute les donations effectuées par les comtes de Cornouaille qui pouvaient avoir remis des biens publics ou religieux et non personnels.
L'acte no 1 résume une donation du comte-évêque Benoît au profit de « l'église de Sainte-Marie dans la cité Aquilonia » en présence de l'abbé de Landévennec, Élisuc (ici, Ilisoch) et de « G(o)urki , régisseur du lieu». Joëlle Quaghebeur y voit l'indice d'une communauté religieuse qui pourrait être celle constituée par des chanoines restés sur place après le transfert du siège du diocèse de Locmaria à la ville close de Quimper et sa nouvelle cathédrale. Il est probable que, dès cette époque, la règle de saint Benoît était en vigueur, ayant été imposée à la Bretagne en 818 par Louis le Pieux, d'autant que le nom de l'évêque peut indiquer qu'il était, lui-même, membre de l'Ordre.
Le déplacement du siège du diocèse pouvait avoir été due au fait que l'évêque était devenu comte et devait donc résider au château comtal.
Cette situation bizarre et réprouvée par le Pape, amènera le partage  des dignités entre ses deux fils, Alain Canhiart devenant comte de Cornouaille et Orscand, évêque de Cornouaille.
Un deuxième acte de l'évêque-comte concerne Locmaria et décrit un ensemble de terres contiguës pour définir le périmètre de ce qui semble être l'enclos sacré de l'abbaye refondée, ce qui est appelé en breton le minihy. Ses bornes sont définies entre autres par la « Maen Tudy » et « la fontaine de Pabi » (= Pabu), la chapelle Saint-Colomban, la carrefour des Quatre-Chemins où se trouvait la croix du Minihi et par le Cozmaner (Vieux Manoir), ainsi que par Poulguinan jusqu'à l'église. Comme à Gouesnou, ce périmètre fut gardé en mémoire grâce à une procession rituelle annuelle, appelée troménie (du breton tro minihi = tour du minihi) qui est encore attestée à Locmaria en 1652 et donnée au jour de la Fête-Dieu. Un rue toute proche, entre la rue de Bénodet et la rue du Frugy porte de nos jours le nom rue de la Troménie.
De manière significative, dans cet acte refondateur, G(o)urki est dit être « abbé accompagnés de ses clercs », ce qui semble supposer une communauté masculine de moines, sans qu'on sache si une communauté féminine existe déjà sous ses ordres. Dans ce cas, il s'agirait, comme à Fontevrault, d'une communauté monastique double, la partie masculine étant ensuite placée sous une abbesse, lors du relèvement du monastère. Locmaria est une des quatre abbayes féminines en Bretagne au Moyen-Age.
Un manuscrit du XIe siècle, un commentaire de l'Évangile de Bède, qui aurait appartenu aux religieuses de Notre-Dame-de-Locmaria, qui a été acheté en juin 2024 à son propriétaire norvégien grâce à la participation financière d'institutions et collectivités bretonnes pour environ 300 000 euros montre le haut degré d'érudition des religieuses à cette époque.
Dans le cartulaire de l'église de Quimper, un acte du milieu du XIIe siècle qualifie le sanctuaire de Locmaria de « don royal » et fait immédiatement  référence aux « anciens ducs des Bretons, Alain Canhiart, Hoël, Alain IV de Bretagne ». Un demi-siècle plus tard, un acte du même cartulaire certifie, avec la duchesse de Bretagne, Constance, comme témoin, que Locmaria a appartenu autrefois au diocèse de Quimper.
L'acte précise que cela est intervenu en réparation d'offense faite par Onwen, épouse de l'évêque Orscand, à sa belle-sœur, Judith, épouse du comte Alain Canhiart, dans la cathédrale de Quimper.
Pour réparation, Judith exigea et obtint le territoire de l'abbaye que son époux allait donner ensuite comme dot religieuse à leur fille Hodierne, devenue abbesse de Locmaria, probablement vers 1055. En 1124, le duc de Bretagne, Conan III et l'évêque de Cornouaille Robert font donation de l'établissement  à l'abbaye Saint-Sulpice-du-Nid-du-Merle (Saint-Sulpice-la-Forêt, près de Rennes), dirigée par Marie, fille du roi d'Angleterre. Il s'agit, non seulement de favoriser une abbaye créée sept ans plus tôt, mais aussi de renforcer la discipline. Dans l'acte de donation, l'abbaye est devenue "Sainte-Marie de Quimper" .
L'abbatiale était aussi vaste que la cathédrale romane de Quimper, érigée à la même époque. En 1150, on dénombre 8 moniales dans le chœur, ce qui est un chiffre important pour un simple prieuré. Des visites, ordonnées par l'abbesse de Saint-Sulpice, ont lieu en 1244, en 1250 et en 1341 et, à chaque fois, des manquements à la règle sont observés, en particulier, à la règle de la clôture, car, des personnes, dites suspectes, entraient dans la partie close du monastère.
L'établissement semble par la suite avoir traversé des crises importantes, notamment au cours des XIVe et XVe siècles. La communauté masculine est supprimée et il devient purement féminin.
Au XVIIe siècle, le mouvement de réforme religieuse qui suit le Concile de Trente amène à faire venir, pour prêcher le Carême, deux grands missionnaires de renom, Michel Le Nobletz (1615) et Julien Maunoir (1631-32-33) et, en l'année 1633, le prieuré est rigoureusement réformé.
La prieure du couvent de Locmaria, qui avait le titre de « prieure du Prieuré ducal et royal du grand Locmaria et du Quilliou » disposait de privilèges en la chapelle Notre-Dame de Penhors à Pouldreuzic et, selon un aveu de 1707, de droits sur des terres situées à proximité. Elle disposait de privilèges et de droits sur des terres en maints autres endroits, par exemple à Briec, à Tréméoc, à Gourlizon, à Pouldergat, etc.
Lors de la Révolution, le monastère ferme et les 22 religieuses qui l'occupent s'en vont. Marie-Anne Le Rouge de Guerdavid (1766-1792), fille de Louis-Hyacinthe Le Rouge comte de Guerdavid, Prieure des bénédictines du Locmaria, devient Supérieure, à la suite de la demande de la municipalité le 16 février 1791 de se conformer aux décrets des 13 et 14 octobre 1790. Bien que refusant de se soustraire à cette demande, les 22 religieuses finirent par y consentir le 9 février 1792, sur les instances de leurs supérieurs. Marie-Anne Le Rouge de Guerdavid, par une attitude héroïque face aux nouveaux élus révolutionnaires, resta inébranlable dans ses résolutions, les pensions des sœurs étant supprimées par les administrateurs départementaux. Elle écrivit notamment « Vous avez en horreur les despotes, et vous laissez vingt-deux religieuses mourir de faim et de misère. Vous nous devez un traitement ; devez-vous, sous quelque prétexte, nous le refuser ? La liberté d'opinion a été établie sans aucune restriction ; nous devons pouvoir suivre dans la pratique les principes religieux que nous avons adoptés... ». Cette résistance courageuse ne permettra que de tenir quelques mois, les bénédictines étant expulsées par la municipalité.
L'église est désaffectée. Le bras nord du transept est occupé par un magasin de pompes à incendies alors que le bras sud est utilisé par l'armée.
L'église est réaffectée au culte paroissial en 1857.
Elle est classée Monument historique en 1855. Le cloître est inscrit en 1963 et le prieuré en 1969.

## L'église abbatiale, puis prieurale

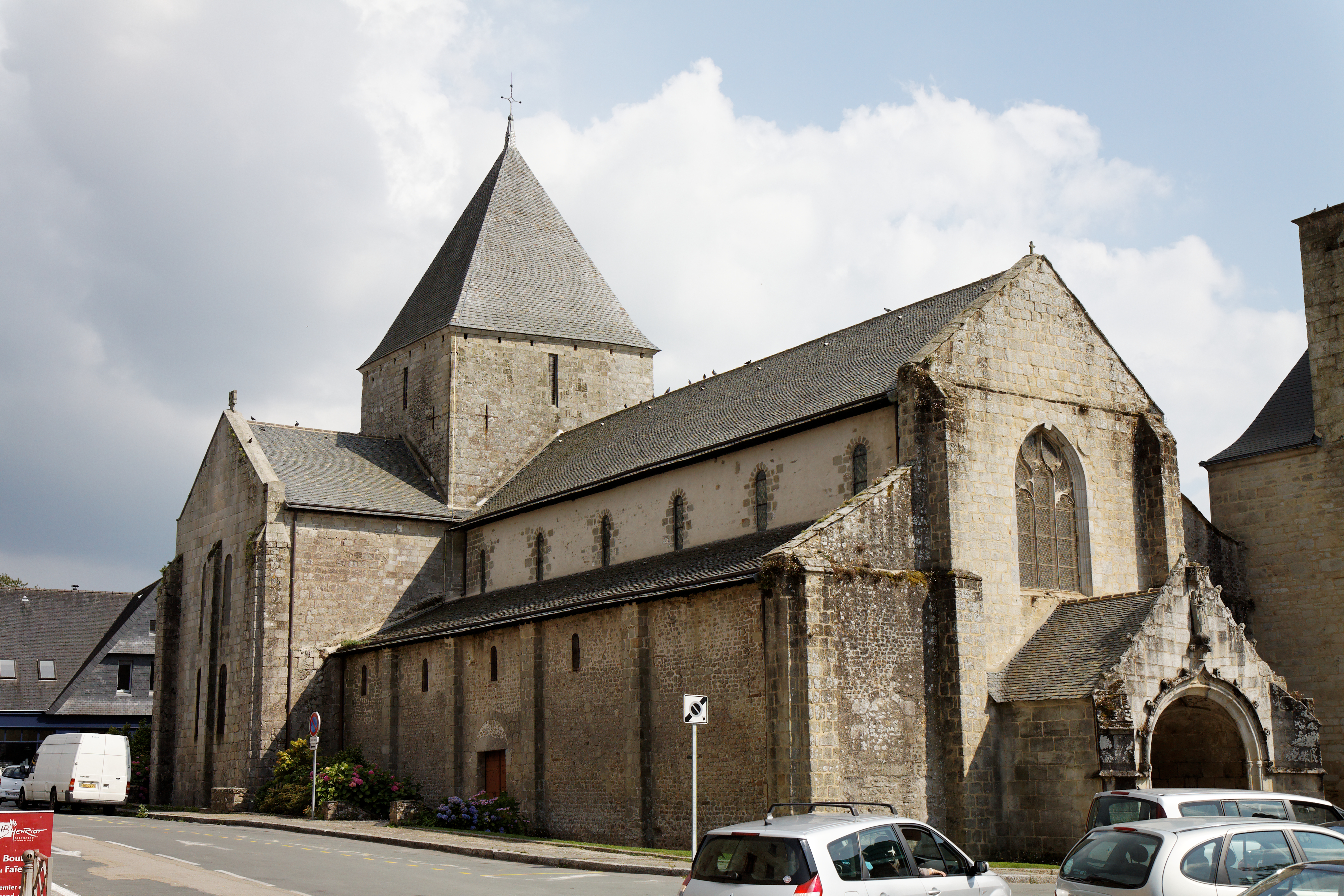
L'église de Locmaria.

L'église Notre-Dame est un très bel exemple des débuts de l'architecture romane bretonne : les volumes sont parfaitement visibles et réguliers, l'extérieur est très sobre. Construite à partir des XIe et XIIe siècles, elle a été modifiée au XVIe siècle par l'ajout d'un portail gothique voûté d'ogives, le chevet a été reconstruit au XVIIe siècle, puis restitué dans ses dispositions romanes au XIXe siècle. C'est malgré tout l'un des édifices romans les mieux préservés de Bretagne.
Le plan est très régulier et comporte une nef à trois vaisseaux, un transept peu saillant et un chevet échelonné. La nef de six travées, datant du XIe siècle. est la partie la plus ancienne de l'église. Elle fait environ 28 mètres de long. Elle n'est pas voûtée de pierre mais charpentée et couverte de lambris. Ceci permet de conserver des fenêtres hautes, peu ébrasées, et de garder une certaine luminosité dans l'édifice. Les arcs de plein cintre à simple rouleau retombent sur des piles carrées accolées de pilastres engagés à impostes biseautées. Le revers de la façade ouest porte la trace d'arcs géminés de plein cintre en partie basse autour de la porte gothique. On note une différence d'articulation entre la nef et les bas-côtés, ceux-ci n'ayant que cinq travées marquées à l'extérieur par des contreforts plats, peut-être pour respecter la symétrie centrale autour du porche nord. On note la présence d'un appareillage en opus sicatum et de briques en réemploi dans les murs de la nef.

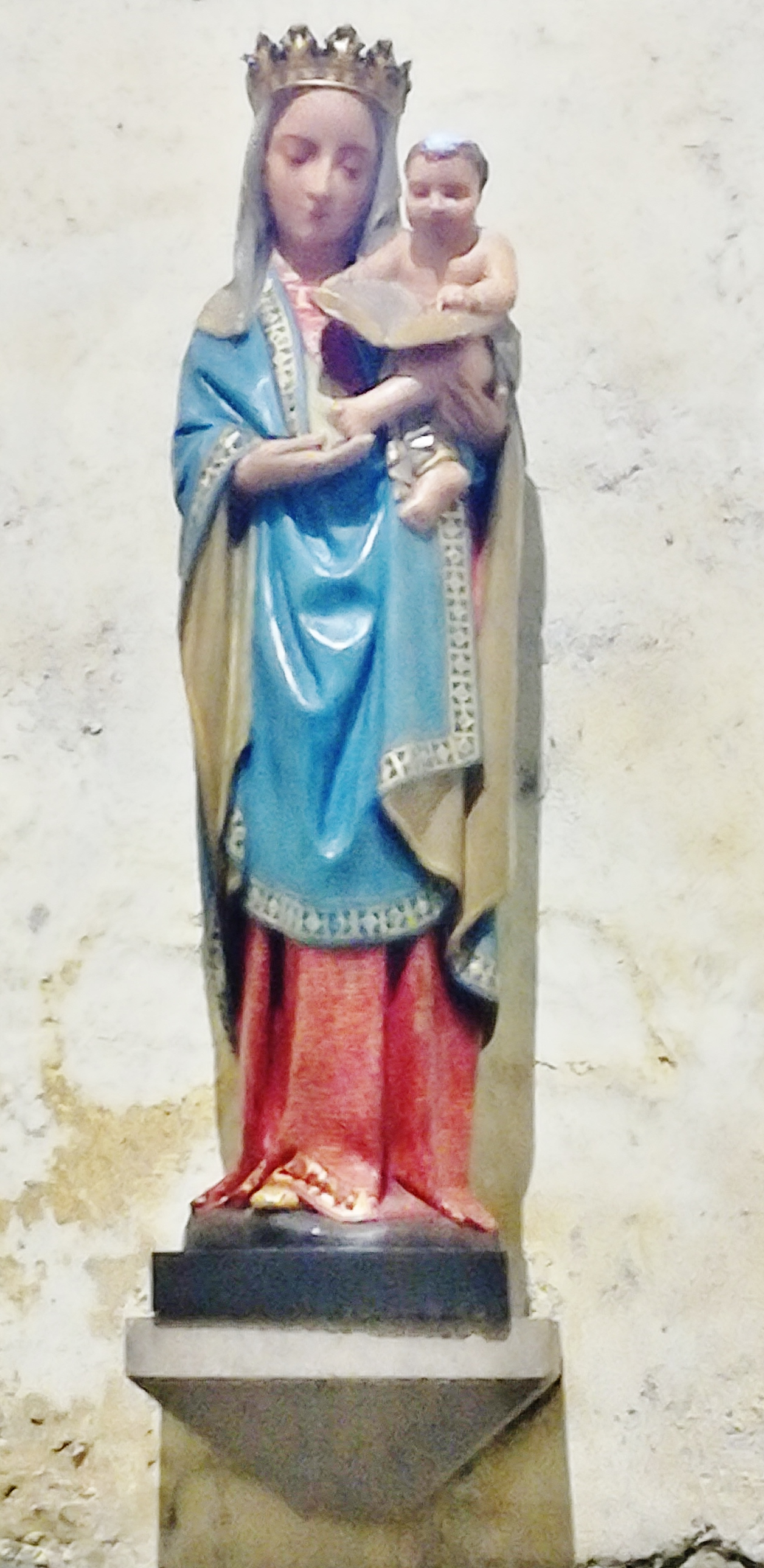
Statue de Notre-Dame de Locmaria (Quimper), Vierge à l'Enfant.

La partie est de l'abbatiale fut construite au début du XIIe siècle et tranche avec la sobriété de la nef par son animation murale et par l'articulation marquée des espaces. Les arcs diaphragmes à double rouleau de la croisée du transept, couverte d'un plafond de charpente, retombent sur des piles complexes à colonnes engagées aux chapiteaux sculptés. Le pilier nord-est a été remplacé au XVe siècle par une épaisse pile ronde à la suite de l'effondrement partiel de la tour de croisée, lequel est peut-être aussi à l'origine de la disparition du chœur roman, reconstruit totalement au XVIIe siècle sur un plan différent (abside polygonale ouvrant au sud sur le chœur rectangulaire des moniales parallèle aux bras du transept, sacristie à l'est). Les bras du transept sont éclairés par deux rangées superposées de fenêtres percées dans les pignons, encadrées par des arcatures aveugles retombant sur des colonnes engagées à chapiteaux sculptés, disposition peu commune dans l'architecture romane bretonne. Ils ont été modifiés par Joseph Bigot à partir de 1862, après que l'église a été classée monument historique. Il a également restitué le chœur roman, après une campagne de fouilles lui ayant permis de retrouver les tracés originaux.
À voir à l'intérieur : 
- Notre-Dame de Locmaria, statue polychrome en pierre du XVe siècle.
- Le chemin de Croix de Louis Noël de 1860 (faïences peintes entourées de bas-reliefs en terre cuite) ;

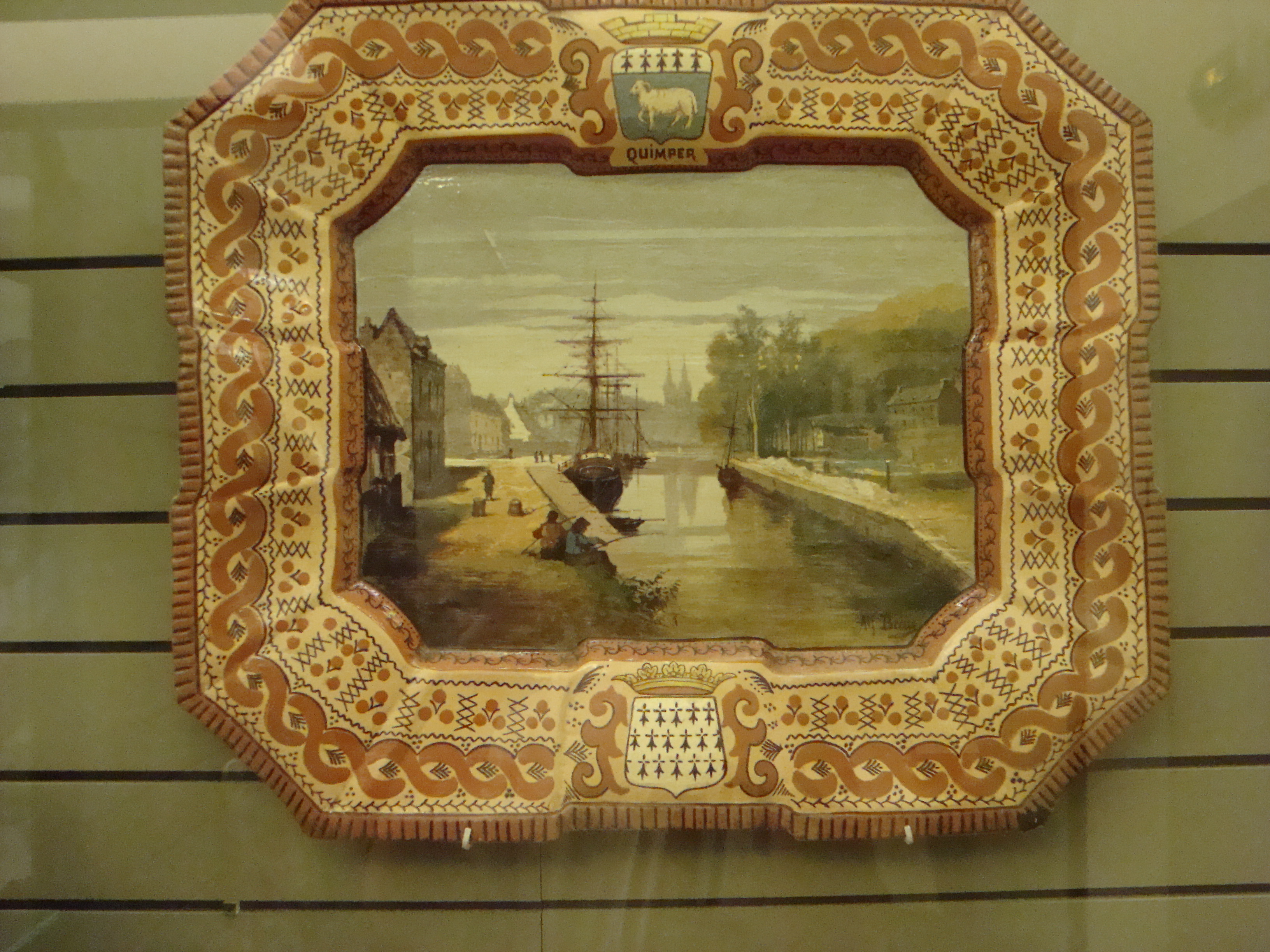
L'orgue romantique de Jules Heyer (à l'origine à l'hôpital Gourmelen), classé monument historique, installé après restauration en 2007[24].  - Alfred Beau : L'Odet à Locmaria (fin XIXe siècle, musée départemental breton).
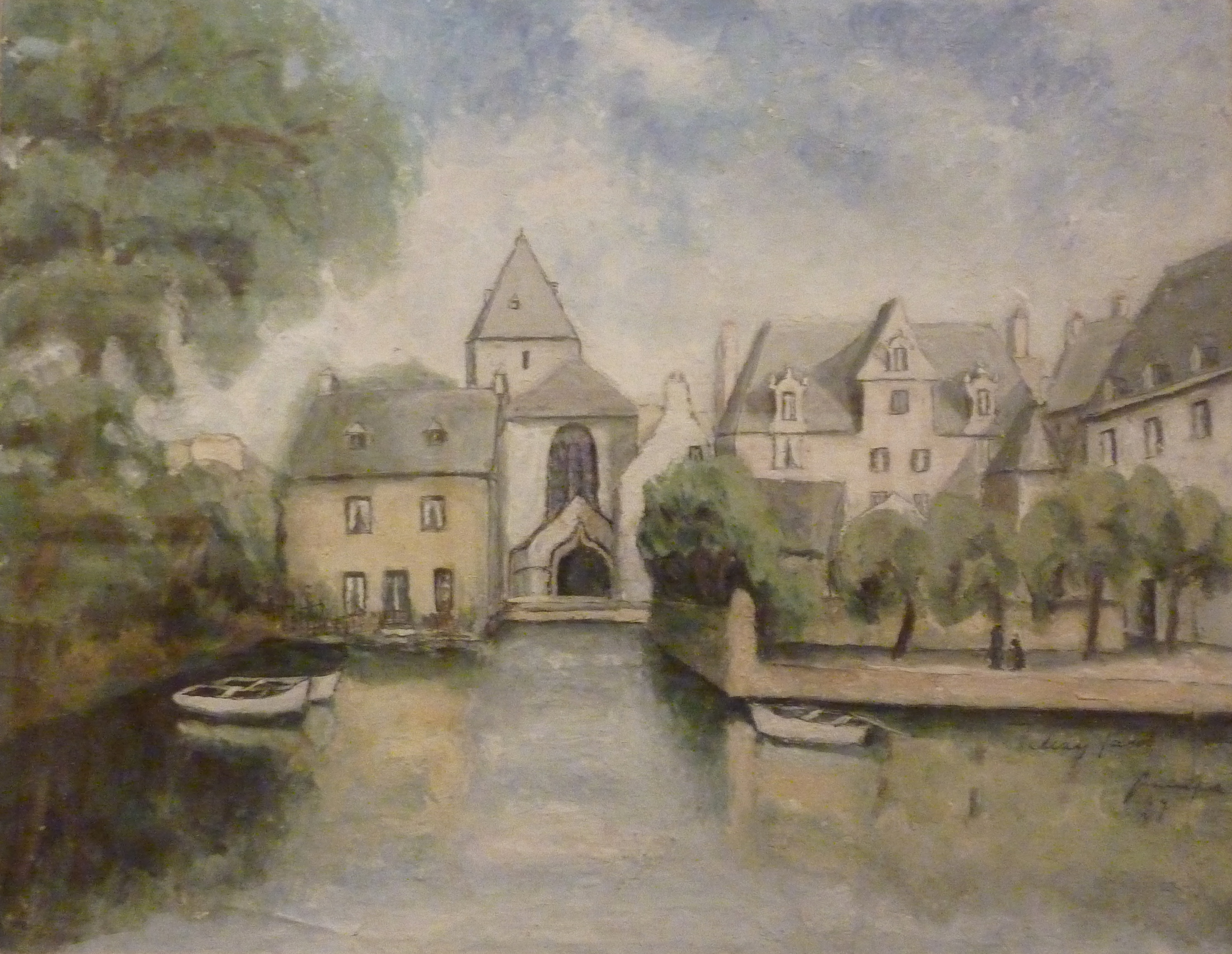
Max Jacob : L'église de Locmaria (1927, gouache sur papier, musée des beaux-arts de Quimper).
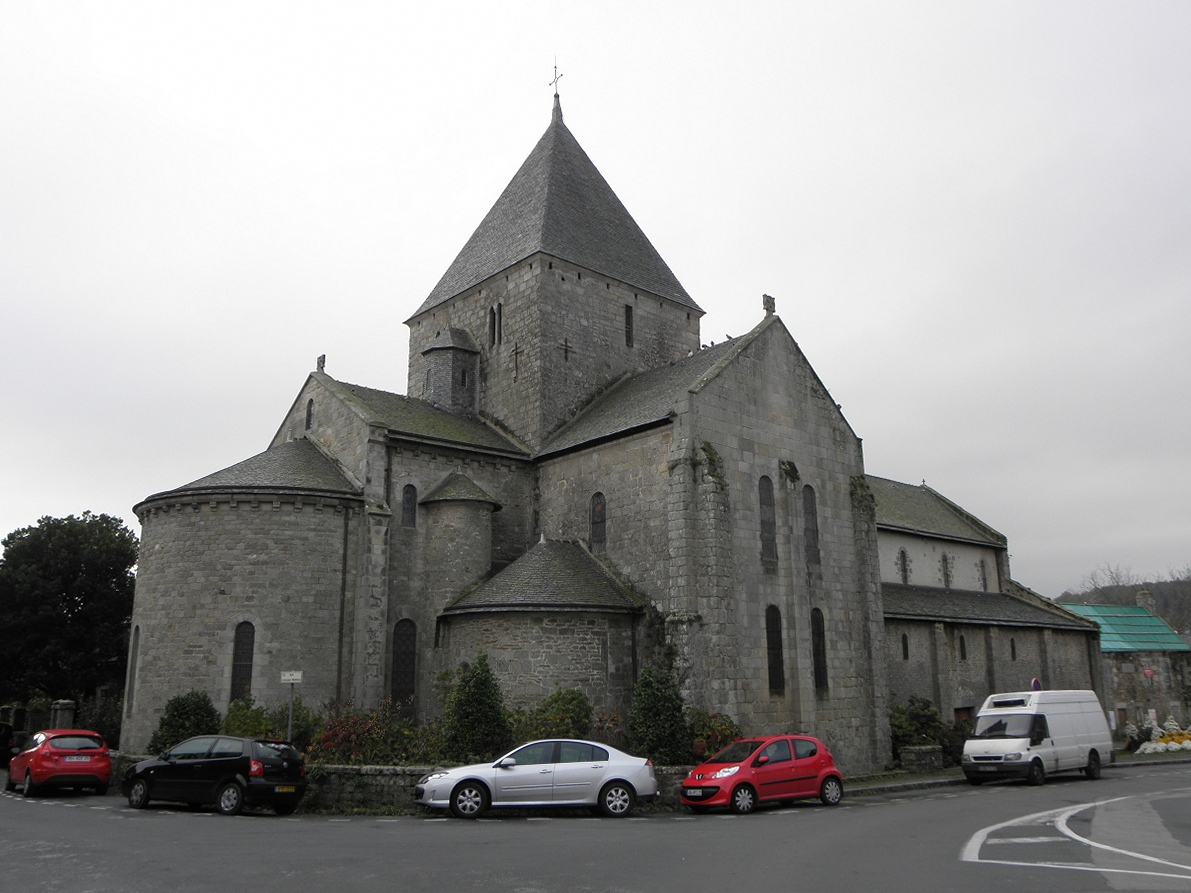
Le chevet de l'abbatiale
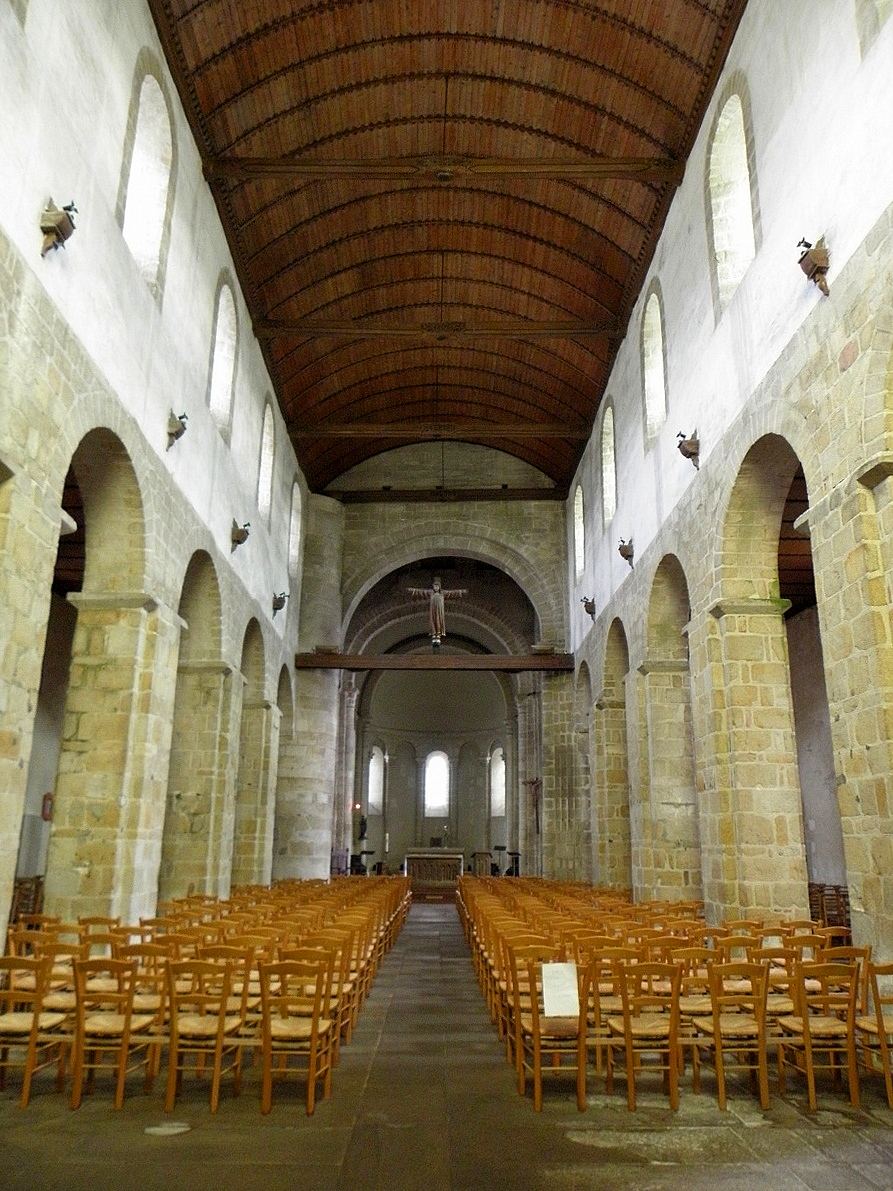
La nef
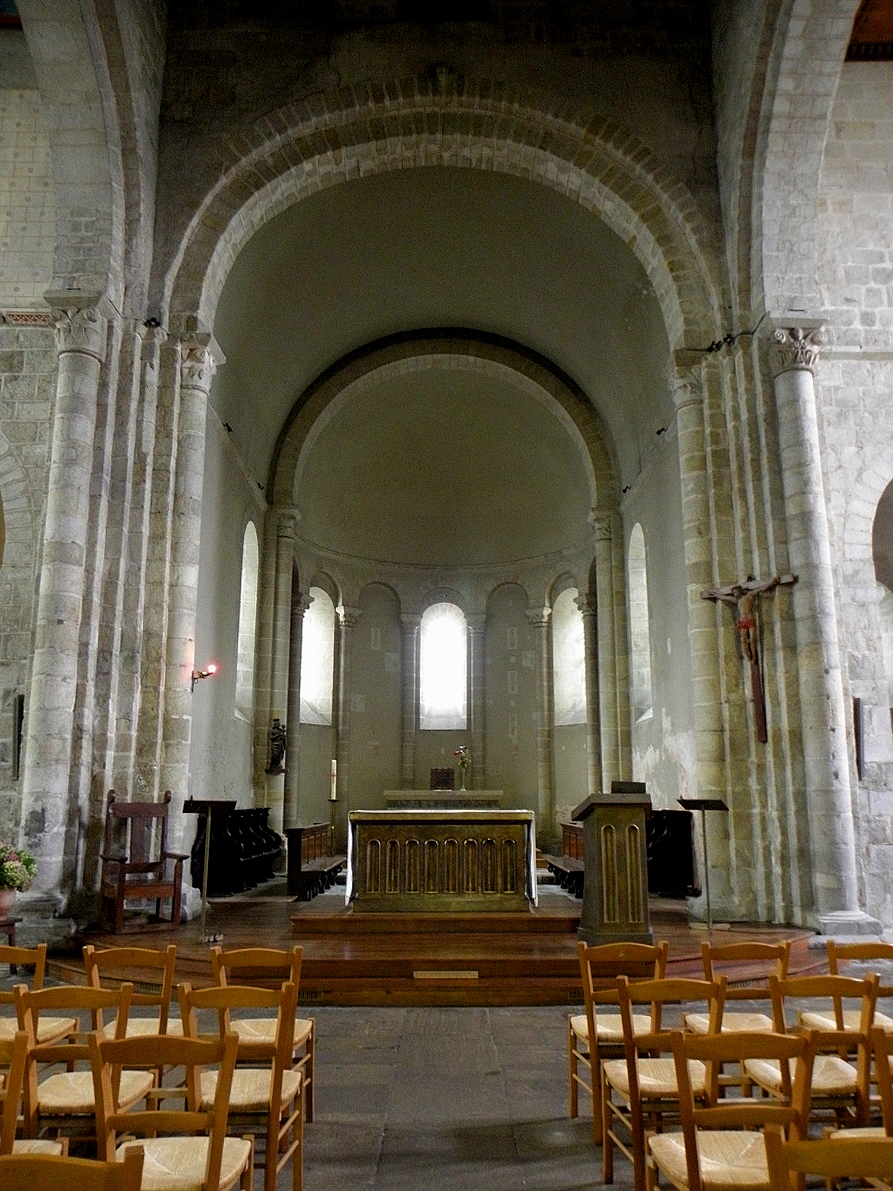
Le chœur
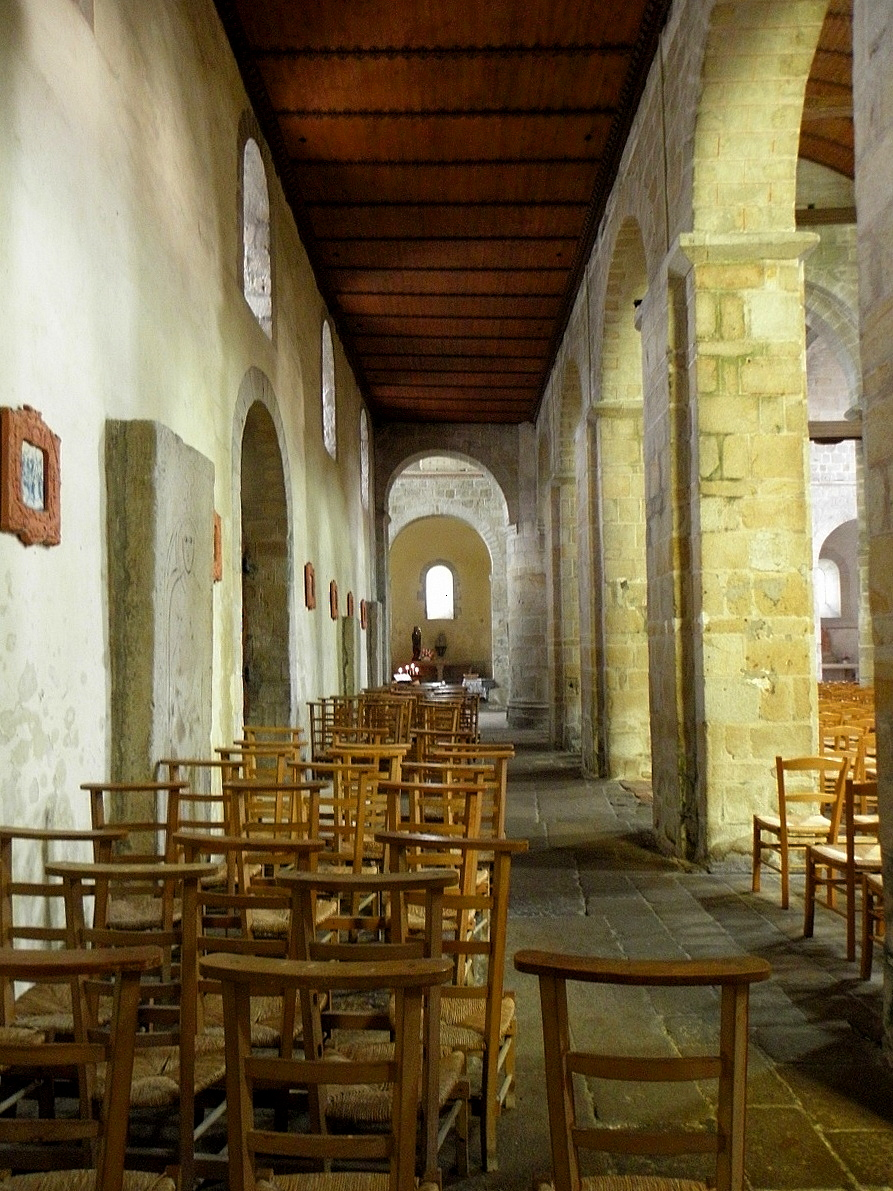
Bas-côté nord
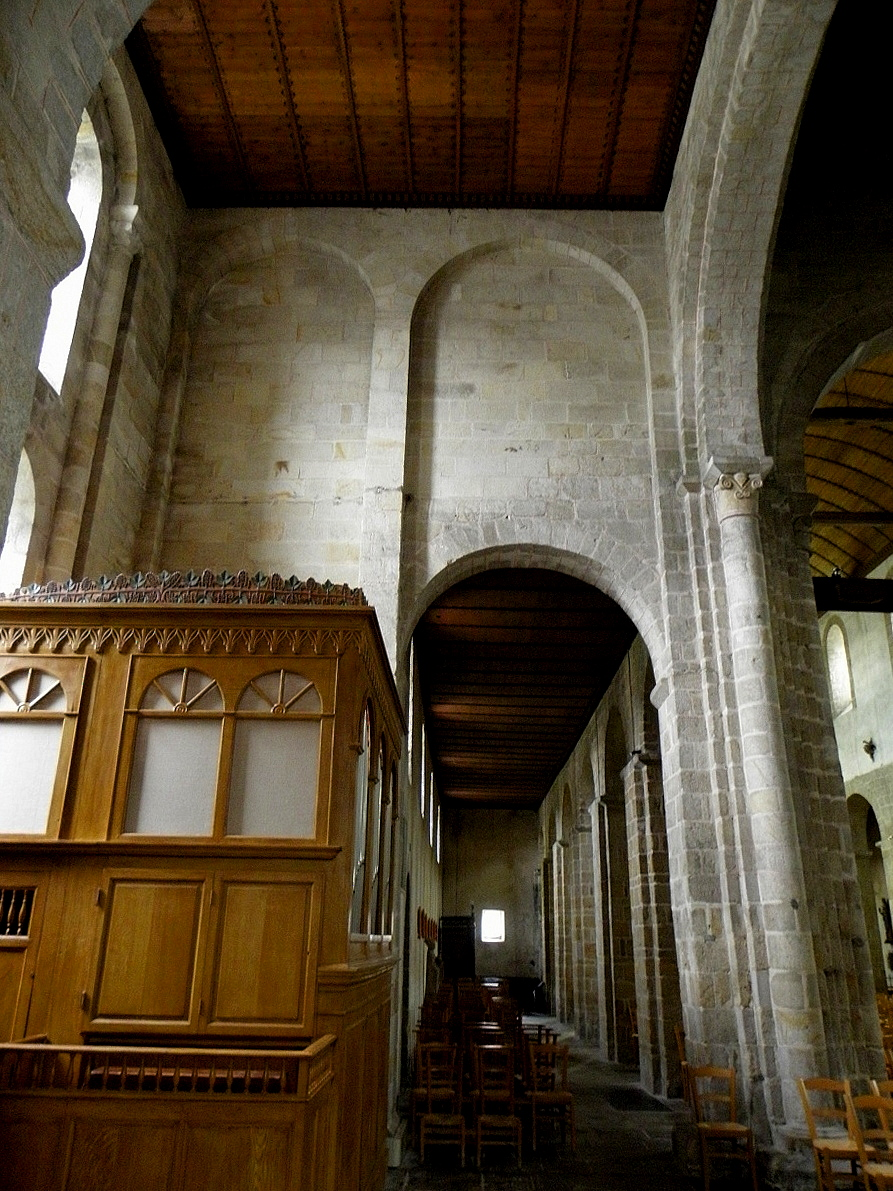
Transept sud
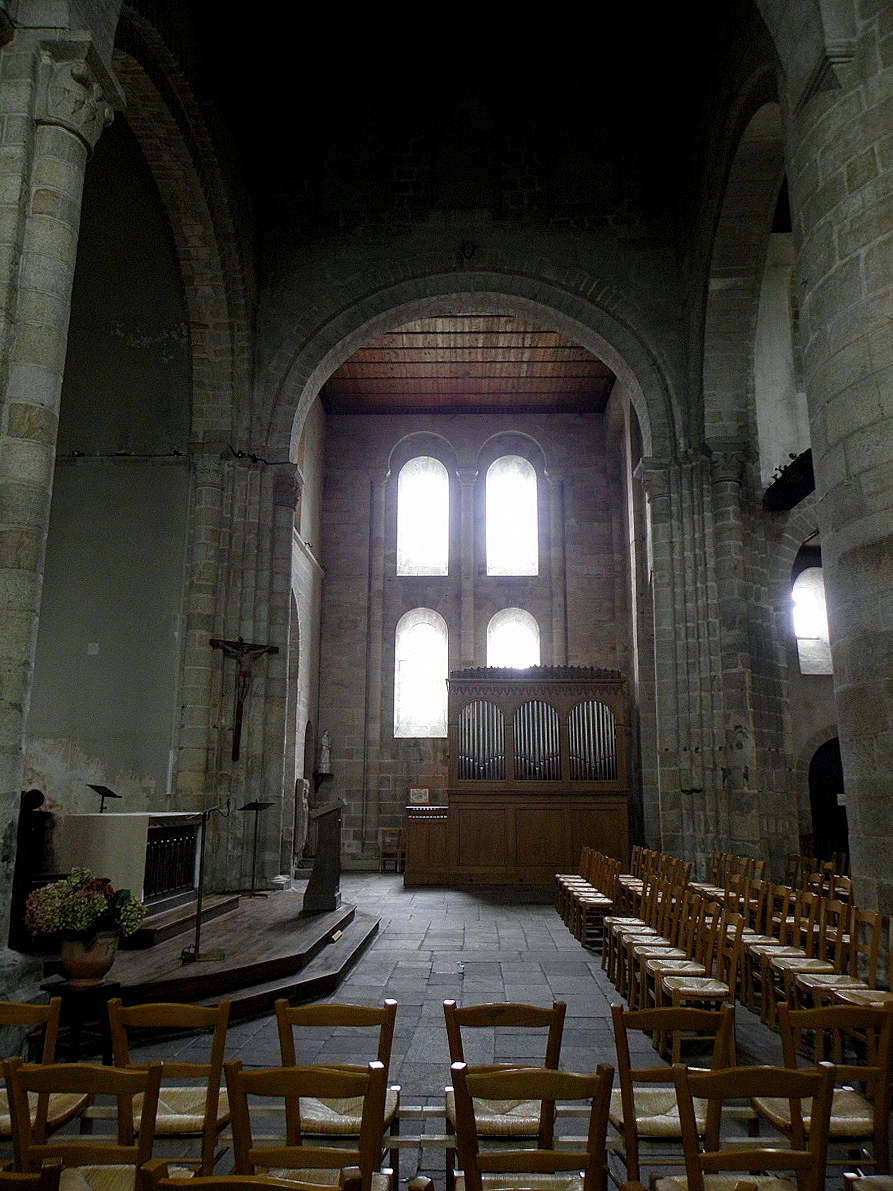
Croisée du transept
  - Max Jacob : L'église de Locmaria (1927, gouache sur papier, musée des beaux-arts de Quimper).
  - Le chevet de l'abbatiale
  - La nef
  - Le chœur
  - Bas-côté nord
  - Transept sud
  - Croisée du transept

L'église est flanquée d'un cloître du XVIIe siècle le long du bas-côté sud qui la relie au prieuré attenant, à l'ouest. Son plan est en forme de L. Il a été construit en pierre calcaire et compte une douzaine d'arcades en plein cintre. Les fouilles archéologiques menées en 2010 montrent qu'il semble avoir été construit sur les bases du mur bahut du cloître roman, dont les fondations ont été retrouvées sous le sol du jardin. Celui-ci mesurait 15 mètres par 16. Il était bordé à l'est par la salle capitulaire du XIIe siècle construite dans l'axe du transept. Il en reste deux arches de plein cintre à double rouleau retombant sur des colonnettes à chapiteaux sculptés et les bases des colonnes encadrant l'ancienne porte attenante. Cette aile qui faisait une trentaine de mètres de long sur 7 mètres de large, ravalée à des fonctions agricoles depuis la fin du XVIIIe siècle, fut détruite en 1858 (à l'exception des arcades subsistantes et des fondations) par l'architecte Bigot qui n'en avait pas saisi l'importance et l'ancienneté. Les substructions de l'aile est-ouest ont également été mises au jour, révélant le plan classique de l'abbaye romane organisée autour de son cloître.

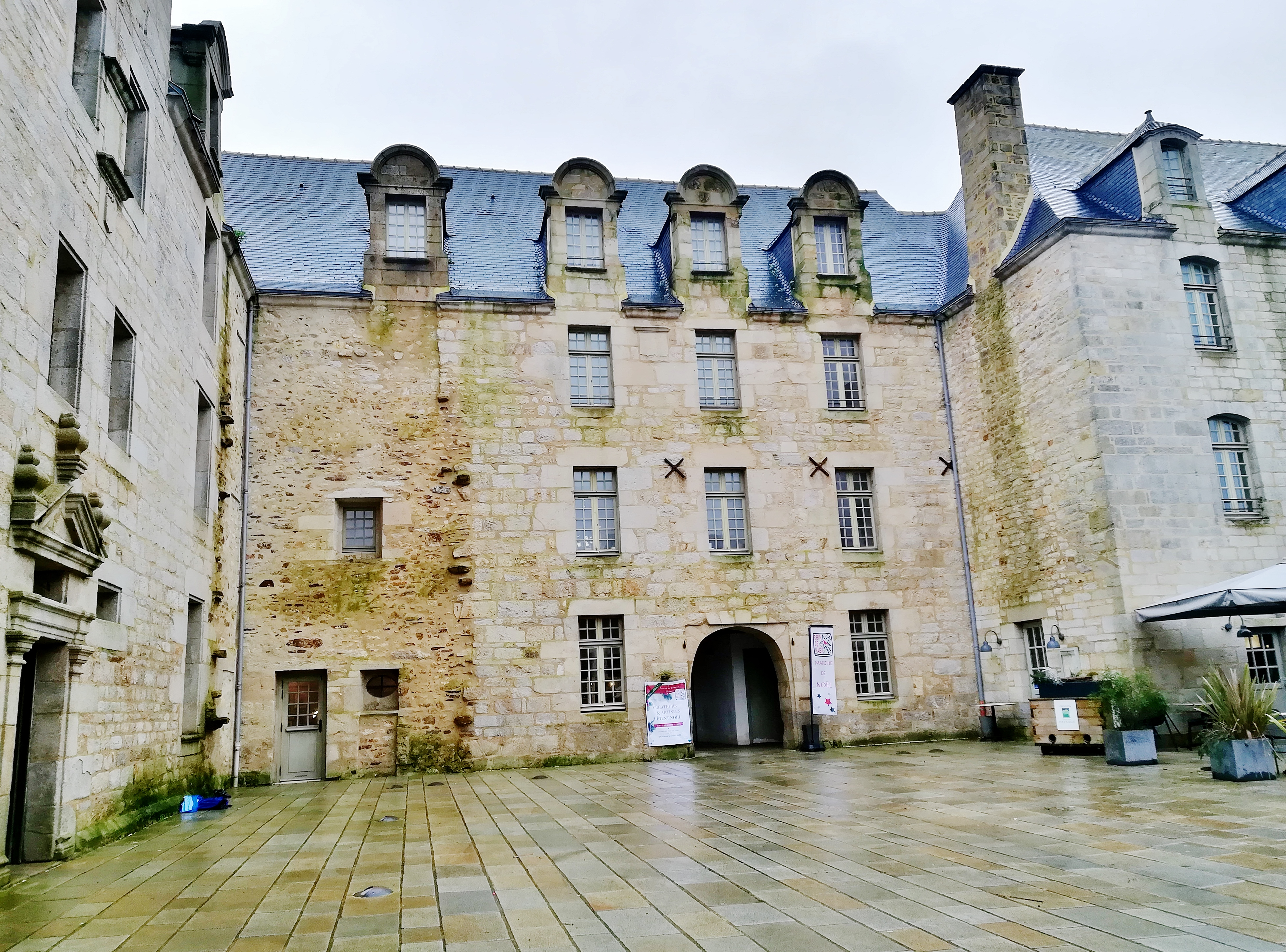
Le prieuré de Locmaria (Quimper) ː la cour intérieure.
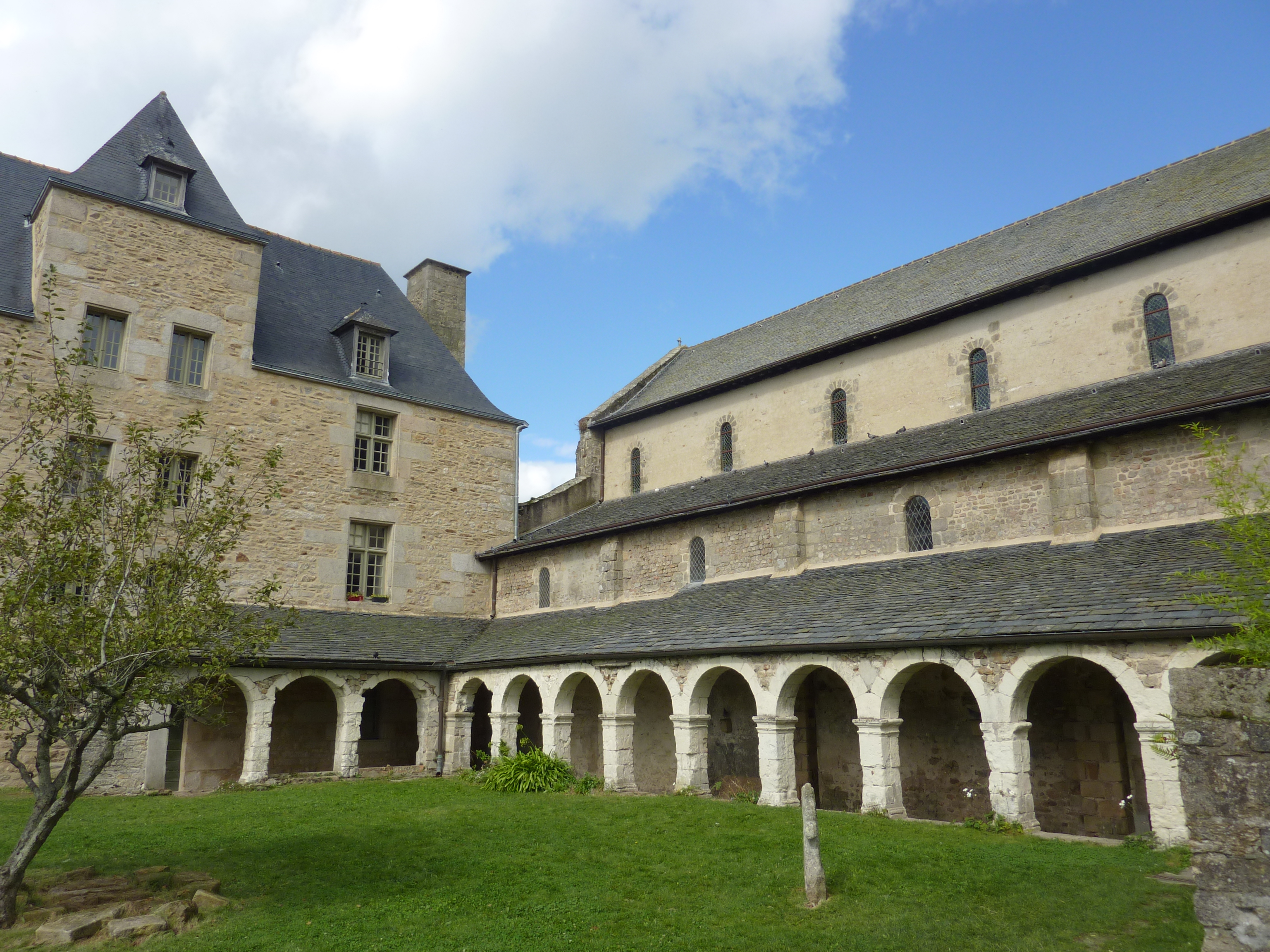
Le cloître du XVIIe siècle.
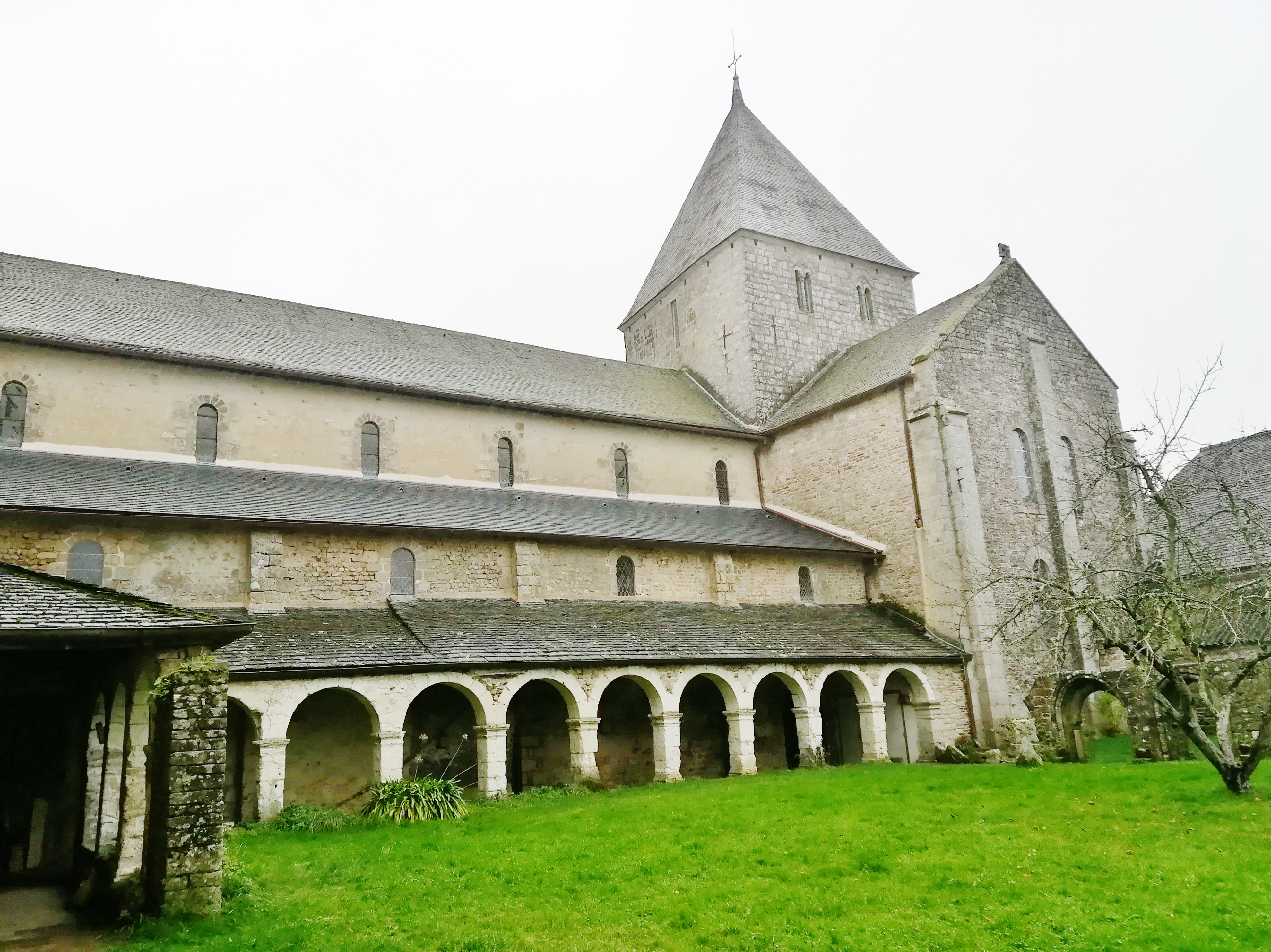
Le cloître de l'abbaye de Locmaria.
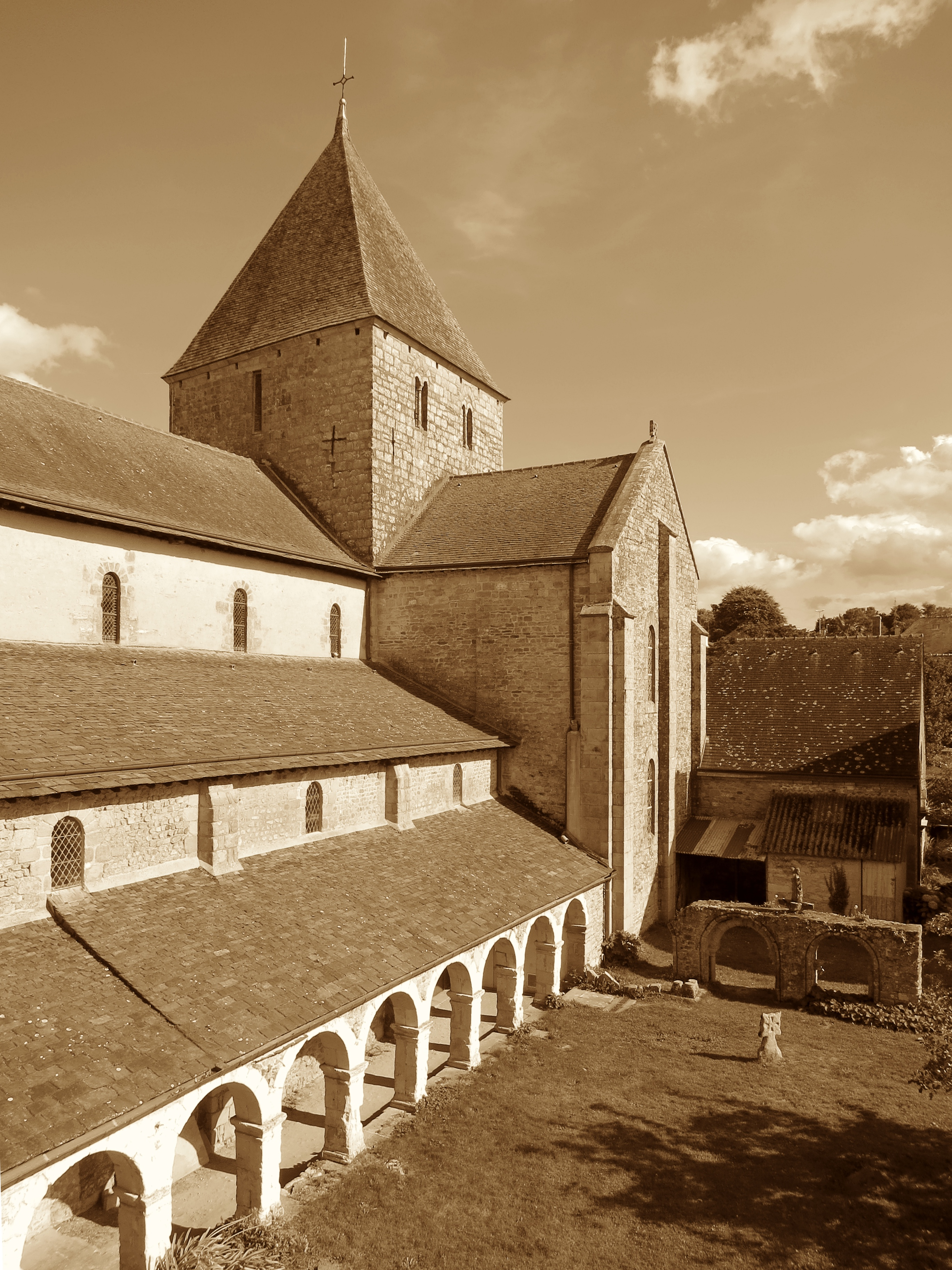
Le cloître et les deux arcades de la salle capitulaire.

## Les bâtiments du prieuré et le jardin monastique

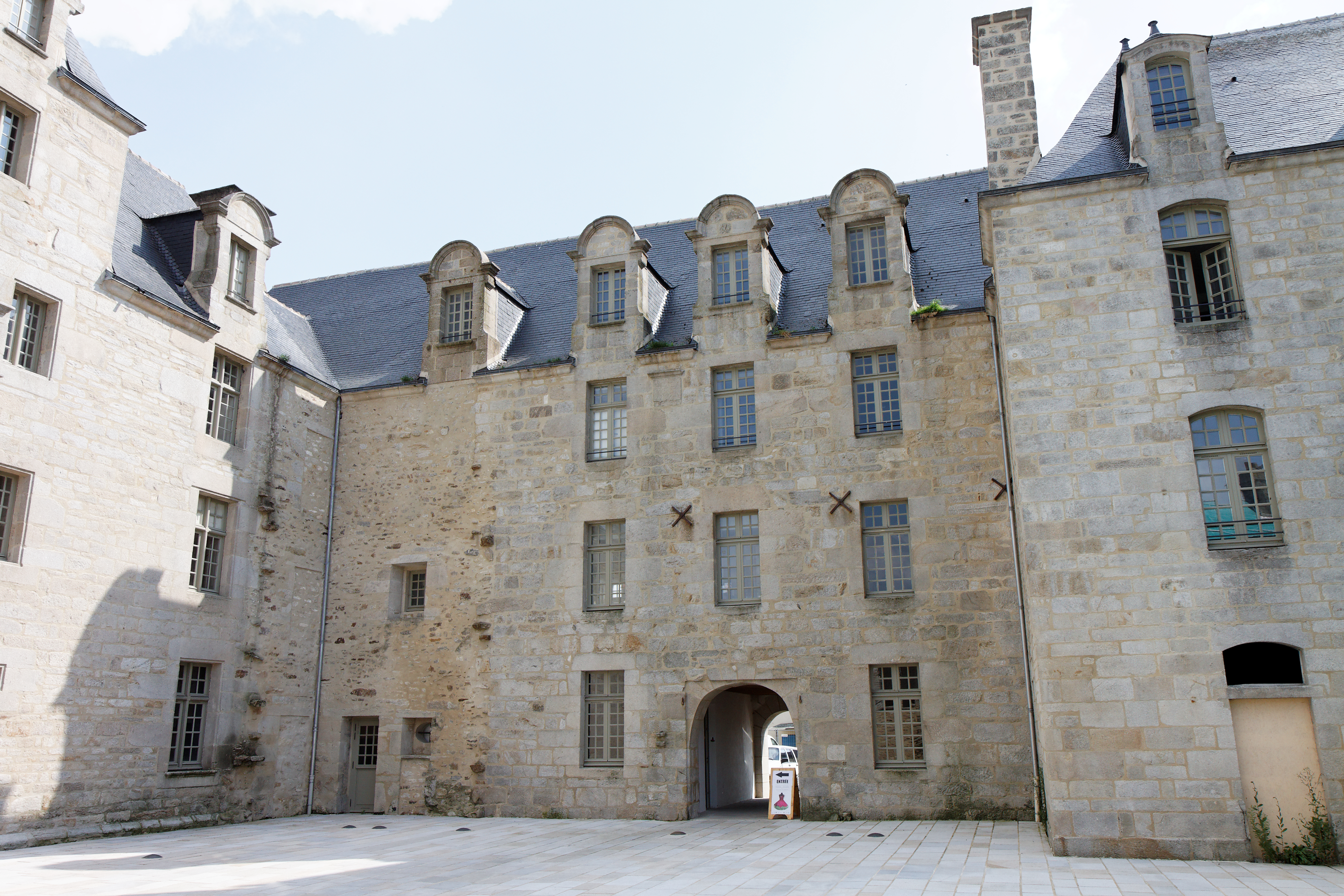
Le prieuré.

C'est à partir de 1664 que le prieuré commence à accueillir des novices. Cette nouvelle fonction accroit son prestige et ses revenus, ce qui permet de construire de nouveaux bâtiments pour le couvent, en particulier, le logis de la prieure, peut-être de bâtiments plus anciens (les fouilles de 2006 ont révélé sous le sol de la cour, outre des substructures antiques, des murs médiévaux arasés). La partie qui flanque l'église est la plus ancienne, elle date de 1646. La partie centrale du bâtiment comporte trois étages et un niveau de combles. Au XVIIIe siècle, elle est prolongée du côté de l'Odet par la maison de la prieure. L'ensemble des bâtiments (bâtiments conventuels, le parloir et le logement du jardinier) et le mur délimitent une cour intérieure.
Côté cloître, à l'angle sud-est du bâtiment du XVIIe siècle, on note des pierres d'attente et des portes partiellement murées pour les transformer en fenêtres : traces du projet d'une aile est-ouest destinée à clore le jardin du cloître en rejoignant le bâtiment médiéval (salle capitulaire) encore debout à l'époque. Cette aile ne fut probablement jamais construite.
Le prieuré est occupé par l'armée à partir de 1805 et devient la caserne Emeriau. A la fin du XIXe siècle, un bâtiment (aujourd'hui détruit) est construit le long de la façade est du prieuré. Dans les années 1980, l'escalier extérieur d'origine du prieuré, autrefois situé à l'angle des ailes nord-sud et est-ouest, est détruit à l'initiative de l'architecte  des  Monuments  Historiques à la suite d'une erreur d'appréciation de son ancienneté.
Le bâtiment, autrefois propriété de la ville de Quimper, a été cédé à un cabinet d'investissement chargé de la réhabilitation, et abrite désormais des salles d'exposition, des locaux à usage professionnel et dix appartements. La partie hôtelière est actuellement en cours de réhabilitation.
À l'ouest de l'abbatiale et en bordure de l'Odet, la ville de Quimper a reconstitué l'ancien jardin du couvent avec des plantes qui ont pu y pousser au Moyen Âge en en faisant un jardin public pédagogique.

## Les faïenceries

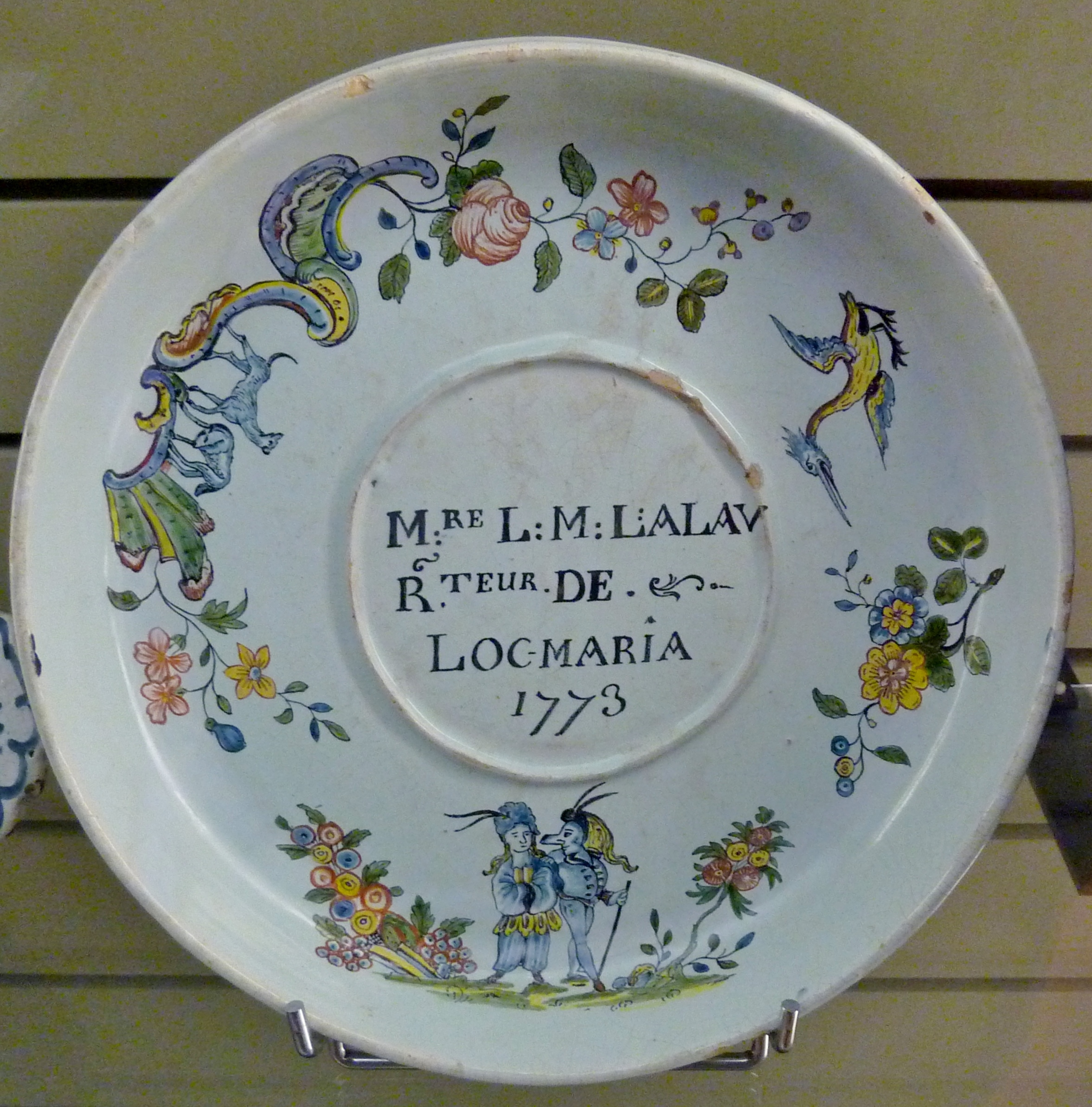
Assiette en faïence de Quimper, décor de cornes d'abondance (XVIIIe siècle, manufacture Caussy-La Hubaudière).

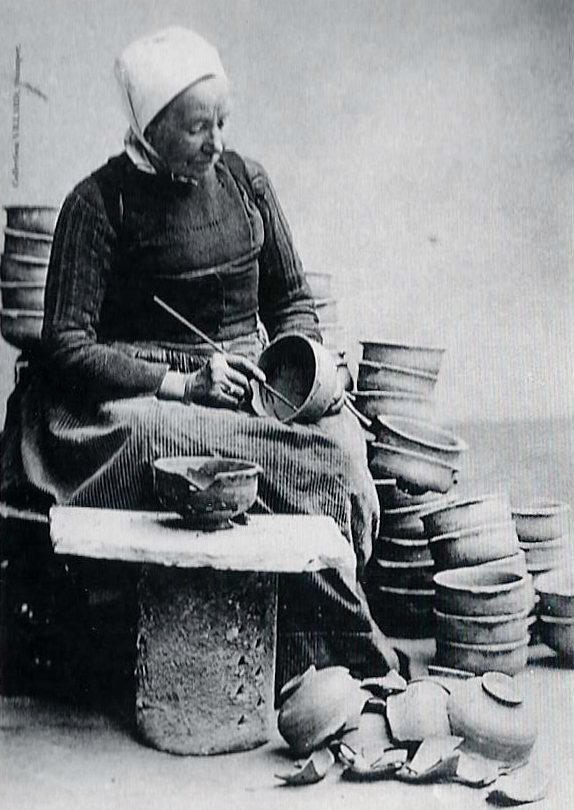
Locmaria (Quimper) ː la peinteuse d'écuelle (carte postale Villard).

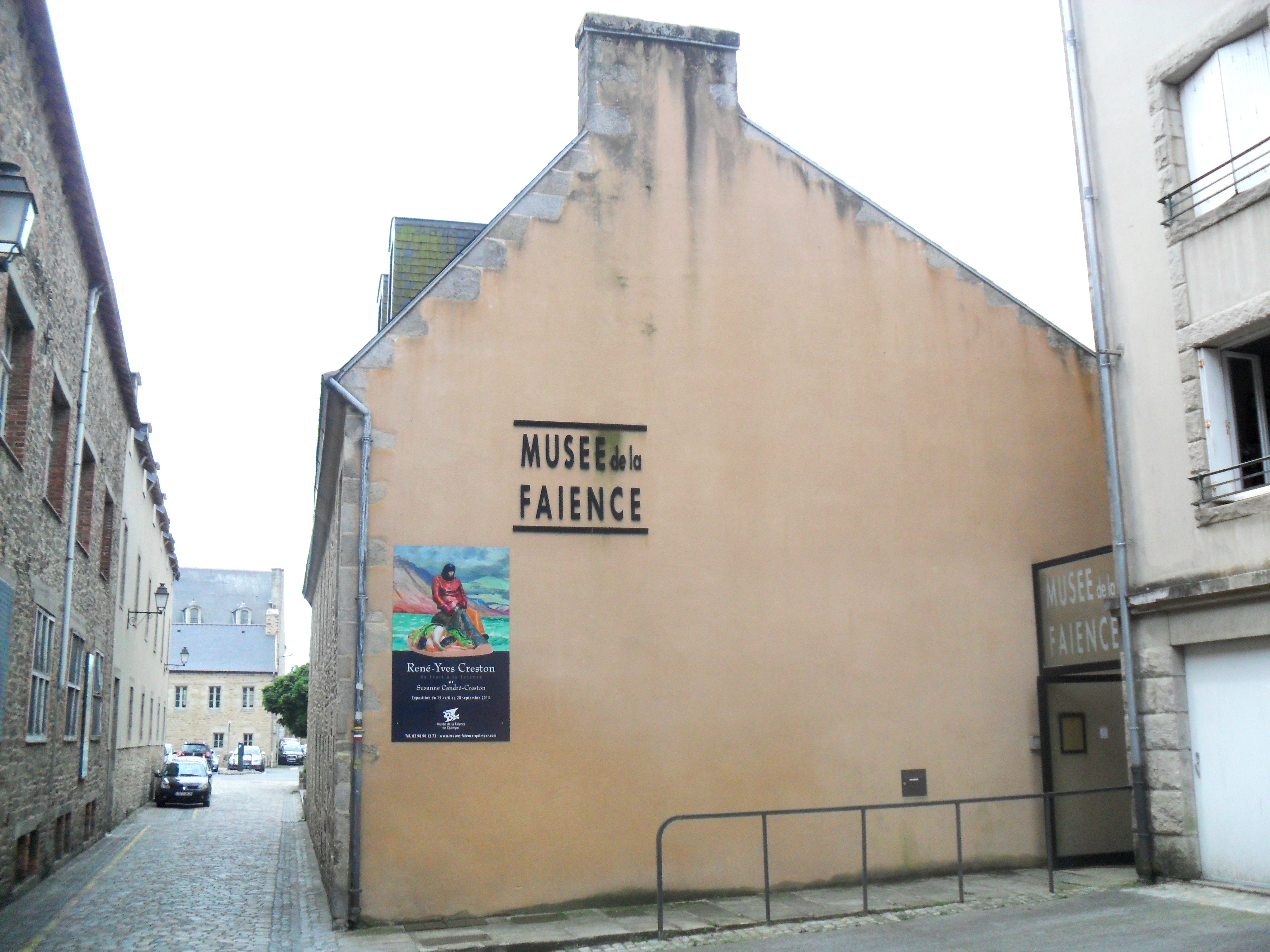
Musée de la Faïence.

L'activité de la faïence est réellement attestée à Locmaria à partir de la fin 1708. L'année précédente, Pierre Bousquet, maître faïencier de Saint-Zacharie, à 40 km de Marseille, vient rejoindre son père, « terraillier » et pipier installé près du prieuré depuis décembre 1699. Le fils acquiert le 12 juillet 1708 une maisonnette sur un grand terrain dans l'enclos du Stivel, où il édifie jusqu'en 1724, au fur et à mesure de ses besoins, l'une des plus importantes manufactures faïencières de France, avec 3 fours imposants.
Ses descendants par alliance, Pierre Bellevaux originaire du Nivernais, puis Pierre Clément Caussy, de Rouen, ensuite Antoine de la Hubaudière (le H de HB) de la région de Fougères, et sa lignée, poursuivent la manufacture jusqu'à la guerre 14-18, où elle passe à Jules Verlingue, puis à des sociétés qui l'exploitent encore. Les couleurs de grand feu caractérisent les faïences quimpéroises, tandis que s'adjoignent à la production, vers 1780, des grès utilitaires, puis d'art. À la fin du XVIIIe siècle se créent, issues d'ouvriers de la Grande Maison, des entreprises concurrentes menées par les Éloury et les Dumaine, qui deviennent au XIXe siècle les faïenceries Porquier, Porquier-Beau et Henriot. Après de beaux succès, puis des échecs financiers, elles seront réunies au XXe siècle à la maison mère, la Grande Maison HB.
La manufacture HB-Henriot, qui continue son activité à Locmaria, est un élément du tourisme industriel quimpérois avec la visite organisée des ateliers. Ses magasins ouvrent sur la place Bérardier, devant l'église.
D'autres ateliers et manufactures furent ensuite créés, fusionnant ou non avec « La grande Maison » : 
- la faïencerie Keraluc, créée par Victor Lucas après la dernière guerre, réunie à la Grande Maison HB ;
- la manufacture de Paul Fouillen, qui s'éteint ;
- la Fabrique d'Art breton créée en 1994, dirigée par Pierre Henriot, descendant de la famille Henriot, mais installée à plusieurs kilomètres, route de Lorient et qui est en activité.

Le Musée de la Faïence de Quimper, dirigé par Bernard Jules Verlingue, descendant de faïenciers, est situé dans l'ancienne manufacture Éloury en vis-à-vis de HB Henriot et sur le bord de l'Odet. On y voit de nombreuses pièces de grande taille par des artistes de renom.

## École de broderie d'art de Kemper

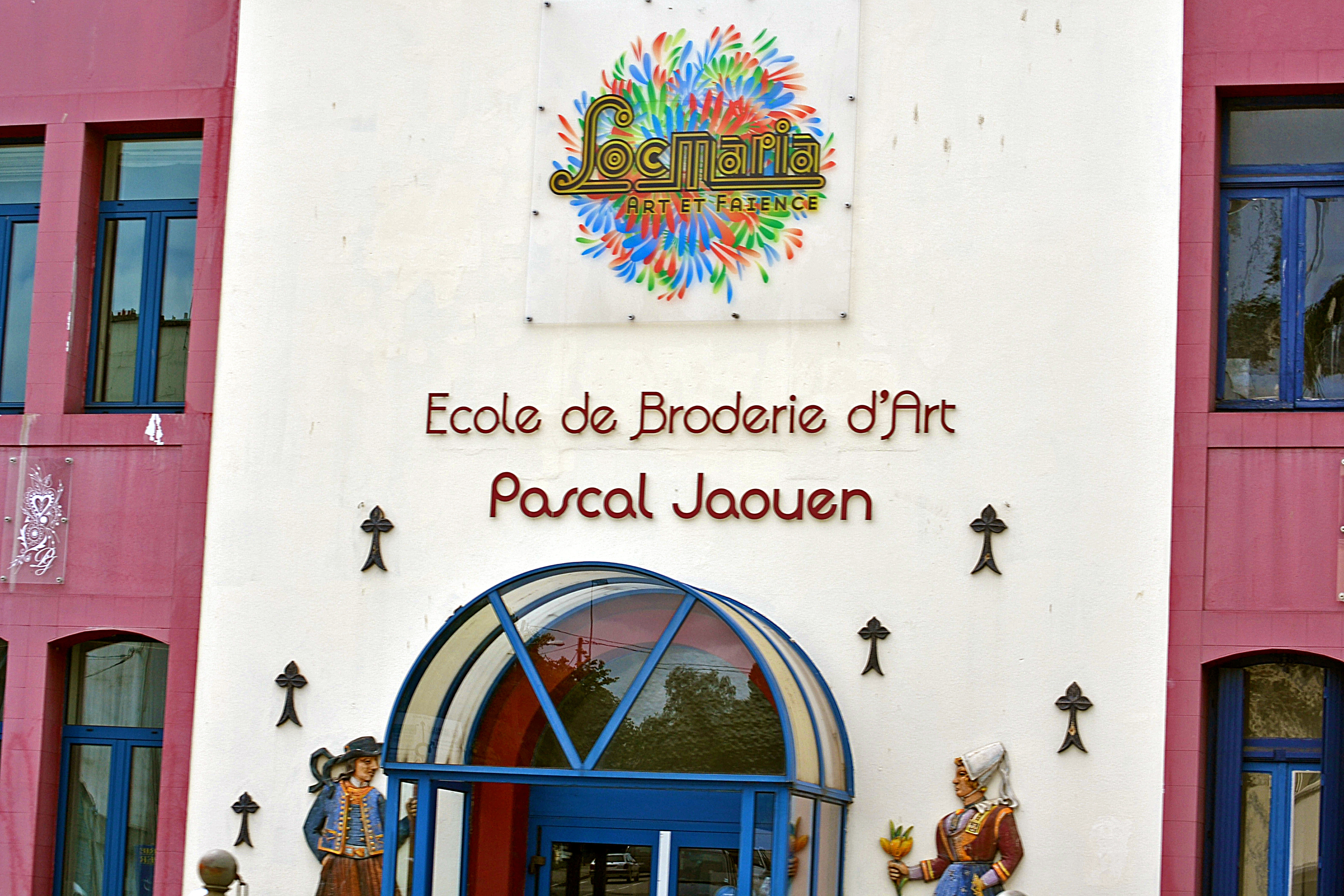
L'école de broderie d'art à Quimper.

Pascal Jaouen a relancé la broderie bretonne en créant, en 1995, l'École de broderie d'art de Kemper à Quimper,,.